# جیک ادواردز (بازیکن فوتبال، زاده ۱۹۷۶)
جیک ادواردز (انگلیسی: Jake Edwards؛ زادهٔ ۱۱ مهٔ ۱۹۷۶) بازیکن فوتبال اهل بریتانیا است.
از باشگاه‌هایی که در آن بازی کرده‌است می‌توان به باشگاه فوتبال برتون آلبیون، باشگاه فوتبال کراولی تاون، باشگاه فوتبال یئوویل تاون، باشگاه فوتبال بلکپول، باشگاه فوتبال اکستر سیتی، باشگاه فوتبال تاموورث، باشگاه فوتبال ورکسام، و باشگاه فوتبال سولیهال مورس اشاره کرد.